# Procapra picticaudata
La gacela del Tíbet o Goa (Procapra picticaudata) es una especie de mamífero artiodáctilo perteneciente a la familia Bovidae. Es una de las tres especies que integran el género Procapra. Esta especie en concreto habita los Himalayas y la meseta tibetana.